# Antonio Florio
Antonio Florio est un chef d'orchestre italien né à Bari en 1956.

## Biographie
Antonio Fiorio étudie avec Nino Rota au Conservatoire de Bari et termine ses études avec des diplômes en violoncelle, pianoforte et composition. En 1987, Antonio Florio fonde à Naples la Cappella della Pietà de' Turchini, orchestre consacré au répertoire baroque, napolitain et italien.

## Discographie (extraits)
- Cristoforo Caresana : Per la nascita del verbo (1996)
- Provenzale : La colomba ferita, opera sacra (1997)
- Vespro, coll Tesori di Napoli, Vol.5 (1998)
- Lo Monteverde voltato a lo Napolitano (1998)
- La Colomba Ferita (1999)
- Mottetti, coll. Tesori di Napoli, Vol.6 (1999)
- Latilla : La Finta cameriera (2000)
- Jommelli : Don Trastullo (2001)
- Festa Napoletana (2001)
- Paisiello : Pulcinella Vendicato (2002)
- Cavalli : Statira (2003)
- Provenzale : La Bella devozione (2004)
- Pergolesi e Porpora : Stabat Mater · Salve Regina (2005)
- Vinci : Cantate e Intermezzi (2007)
- Caresana : Per La Nascita Del Verbo (2007)
- Missa Defuntorum - Dixit Dominus (2007)